# Condat-sur-Ganaveix
 Condat-sur-Ganaveix  (en occitano Condat) es una comuna y población de Francia, en la región de Lemosín, departamento de Corrèze, en el distrito de Tulle y cantón de Uzerche.
Su población en el censo de 2008 era de 656 habitantes.
Está integrada en la Communauté de communes du Pays d'Uzerche.

## Demografía
| 835 | 922 | 815 | 726 | 678 | 631 | 656 |
| Para los censos de 1962 a 1999 la población legal corresponde a la población sin duplicidades (Fuente: INSEE [Consultar]) |     |     |     |     |     |     |